# Kalanchoe globulifera
Kalanchoe globulifera ist eine Pflanzenart der Gattung Kalanchoe in der Familie der Dickblattgewächse (Crassulaceae).

## Beschreibung

### Vegetative Merkmale
Kalanchoe globulifera ist eine kleine, ausdauernde, von der Basis aus unregelmäßig verzweigte, ausläuferbildende Pflanze. Ihre kurzen, schlanken, drüsenhaarigen Triebe sind niederliegend bis niederliegend-aufrecht. An der Spitze bilden drei bis vier Blattpaare ein Rosette. Die fast sitzenden Laubblätter sind kahl. Die eiförmige bis verkehrt eiförmig-spatelige Blattspreite ist 14 bis 28 Millimeter lang und 13 bis 18 Millimeter breit. Ihre Spitze ist gerundet, die Basis keilförmig und in einen sehr kurzen Stiel verschmälert. Der Blattrand ist im oberen Teil etwas gezähnt.

### Generative Merkmale
Der wenigblütige Blütenstand ist kopfig ebensträußig und erreicht eine Länge von 10 bis 15 Zentimeter. Der ziemlich lang drüsenhaarige Blütenstandsstiel ist 8 bis 10 Zentimeter lang. Die aufrechten Blüten stehen an kahlen, etwa 3 Millimeter langen Blütenstielen. Ihre fast nicht miteinander verwachsenen, linealischen, gerundeten Kelchzipfel sind etwa 4 Millimeter lang. Die gelben Kronblätter sind kahl. Die zylindrische Kronröhre ist etwa 8 Millimeter lang. Ihre eiförmigen, stumpfen Kronzipfel weisen eine Länge von etwa 3 Millimeter auf und sind 2 Millimeter breit. Die Staubblätter sind oberhalb der Mitte der Kronröhre angeheftet und ragen nicht aus der Blüte heraus. Die kugelförmigen Staubbeutel sind etwa 0,4 Millimeter lang. Die linealischen, an der Spitze gabeligen Nektarschüppchen weisen eine Länge von etwa 3,5 Millimeter auf. Das Fruchtblatt weist eine Länge von 4 bis 5 Millimeter auf. Der Griffel ist etwa 1 Millimeter lang.
Die Samen erreichen eine Länge von etwa 1 Millimeter.

## Systematik und Verbreitung
Kalanchoe globulifera ist im Norden von Madagaskar auf schattigen Felsen oder epiphytisch in Höhen von 2400 Metern verbreitet. 
Die Erstbeschreibung durch Henri Perrier de La Bâthie wurde 1928 veröffentlicht.

## Nachweise